# Aleksej Gus'kov
Aleksej Gennad'evič Gus'kov (in russo Алексей Геннадьевич Гуськов?; Brzeg, 20 maggio 1958) è un attore e produttore cinematografico russo.

## Carriera
Sua principale attività nel mondo del cinema è quella di interprete. Tra gli altri lavori, ha partecipato nel 1986 alla realizzazione del film Plumbum - Un gioco pericoloso e nel 2009 è stato protagonista del film Il concerto.
Nell'estate del 2013 inizia, nella parte di Papa Giovanni Paolo II, le riprese del film Non avere paura - Un'amicizia con Papa Wojtyła per la regia di Andrea Porporati. La pellicola è interamente tratta dal libro omonimo di Lino Zani, pubblicato nel 2011.
Nel 2020 interpreta il severo ministro Vjazemskij nel film romantico Pattini d'argento.

## Filmografia parziale

### Attore
- Il concerto (Le Concert), regia di Radu Mihăileanu (2009)
- Non avere paura - Un'amicizia con Papa Wojtyla, regia di Andrea Porporati, Film TV (2014)
- Le confessioni, regia di Roberto Andò (2016)
- L'immortale, regia di Marco D'Amore (2019)
- Pattini d'argento (Serebrjanye kon'ki), regia di Michail Lokšin (2020)
- Nebesnaya Komanda, regia di Vladimir Alenikov (2020)
- Il Maestro e Margherita, regia di Michael Lockshin (2023)